# Dinamómetro de chasis
Un dinamómetro de chasis, denominado informalmente carretera rodante  o dyno, es un dispositivo mecánico que utiliza uno o más conjuntos de rodillos fijos para simular diferentes condiciones reales de manejo en carretera dentro de un entorno controlado y se utiliza para una amplia variedad de pruebas de vehículos, tanto como para fines de investigación y desarrollo.

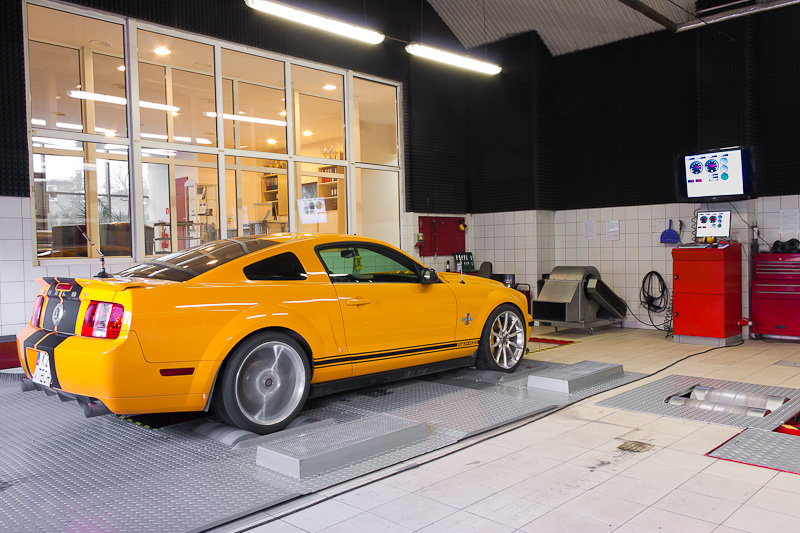
Dinamómetro de chasis con tracción total

## Tipos de dinamómetro de chasis
Hay muchos tipos de dinamómetro de chasis según la aplicación de destino, por ejemplo, medición de emisiones, dinamómetro de chasis de acumulación de millas (MACD), aplicación de ruido, vibración y dureza (NVH o "acústica"), pruebas de compatibilidad electromagnética (EMC), fin de pruebas de línea (EOL), medición y ajuste del rendimiento. Otra división básica es por tipo de vehículo - motocicletas, automóviles, camiones, tractores o por el tamaño del rodillo - principalmente 25, 48 y 72 pulgadas. Los dinamómetros modernos utilizados para el desarrollo son en su mayoría de un solo rodillo. Las soluciones constructivas más antiguas son dos rodillos por rueda y el vehículo se coloca entre estos rodillos; esta solución de diseño es más barata y sencilla debido a los requisitos de precisión. Sin embargo, en bajo las regulaciones actuales, esta modalidad no es suficientemente adecuada. Estos dinamómetros sólo se usan de prueba al final de la línea o para medir el rendimiento del motor sin desmontarlo  o para realizar ajustes de rendimiento en empresas de "garaje".

## Modos básicos

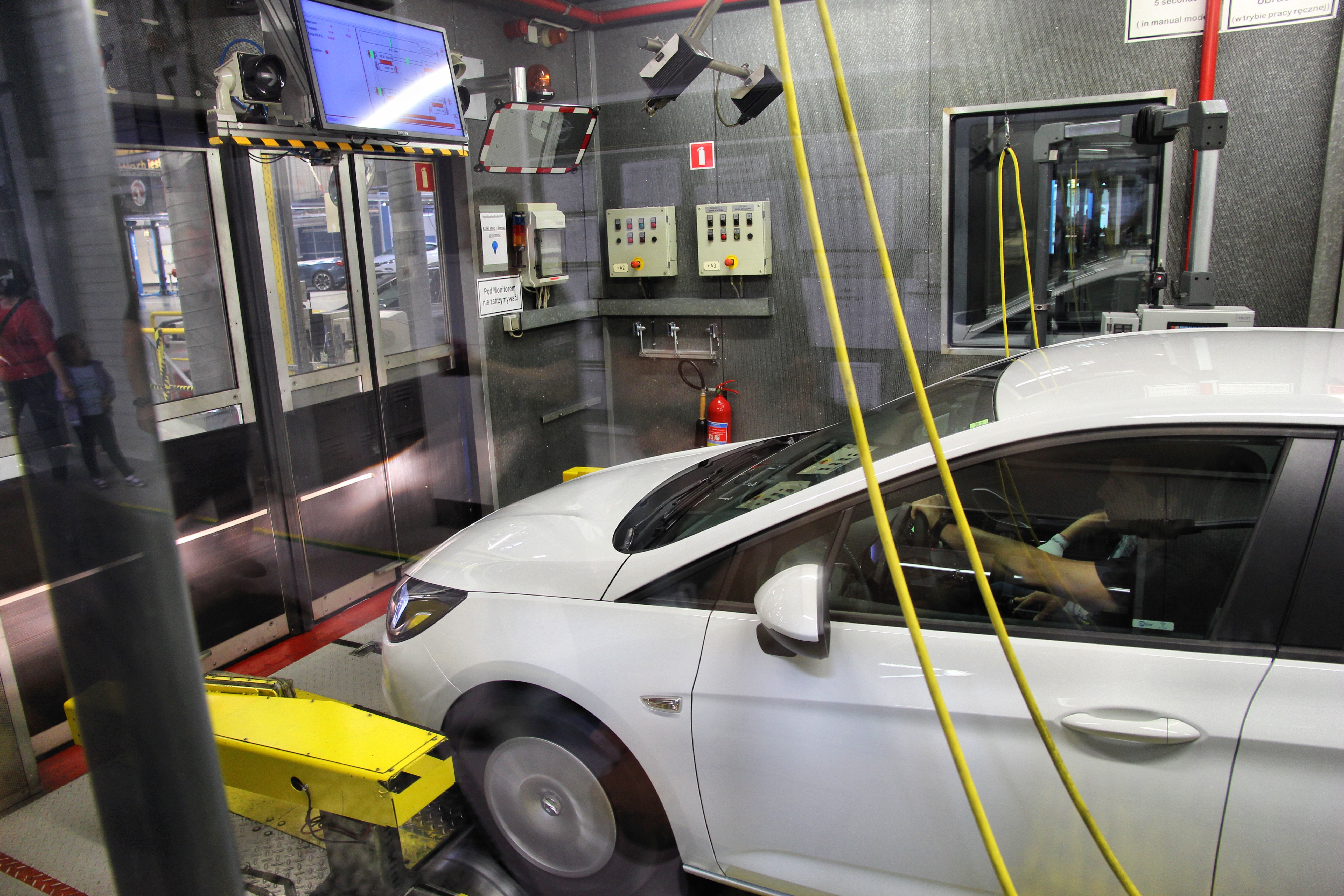
Prueba de coche nuevo en fábrica de automóviles Opel en dinamómetro de chasis

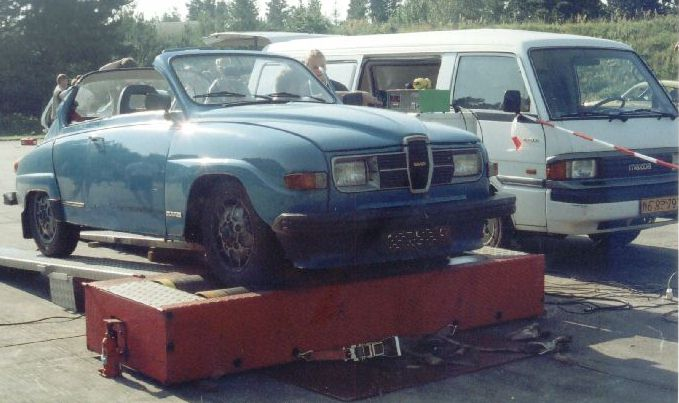
Saab 96 en dinamómetro móvil

- Control de fuerza de tracción / Fuerza constante: en este modo, el dinamómetro mantiene la fuerza establecida independientemente de la velocidad. La fuerza especificada se puede distribuir uniformemente entre los ejes o en diferentes cantidades entre diferentes ejes en el caso de dinamómetros de chasis de múltiples ejes.
- Control de velocidad / constante de velocidad : el dinamómetro mantiene la velocidad establecida independientemente de la fuerza u otros parámetros. Por ejemplo, si un vehículo intenta acelerar en este modo, el dinamómetro aplica una fuerza opuesta para mantener la velocidad constante establecida. Este modo se utiliza, por ejemplo, en la medición de potencia estática.
- Simulación de carga en carretera : el dinamómetro simula la carretera según los parámetros establecidos (según los parámetros de simulación deseados).

## Magnitudes medidas en un dinamómetro de rodillos
Las variables medidas directamente son sólo la fuerza en el transductor de torsión (es decir, la celda de carga) y las revoluciones medidas en el dinamómetro con codificador de rol. Todas las demás variables se calculan basándose en un diseño conocido (radio del rodillo y montaje de la celda de carga).

### Medición de potencia en dinamómetro de chasis.
Debido a la fricción y las pérdidas mecánicas en varias partes del tren motriz, la potencia medida en las ruedas es entre un 15 y un 20 % menor que la potencia medida directamente en la salida del cigüeñal del motor (el dispositivo de medición con este propósito se llama banco de pruebas del motor). 

## Principio de simulación de carga en carretera en un dinamómetro de chasis
Debido a que el vehículo está asegurado al dinamómetro de chasis, se evita que variables como la resistencia al viento alteren los datos. El dinamómetro de chasis está diseñado para adicionar la suma de todas las fuerzas que se aplican a un vehículo cuando se conduce en una pista real para simularlas a través de los neumáticos y calcularlas en los resultados. El aumento de la resistencia del aire con la velocidad en la carretera se manifiesta como un aumento de la fuerza de frenado de las ruedas del vehículo. El objetivo es hacer que el vehículo en el dinamómetro acelere y desacelere de la misma manera que en una carretera real. Primero es necesario conocer los parámetros del "comportamiento" del vehículo en una carretera real. Para obtener los "parámetros de la carretera", el vehículo debe circular por una carretera plana ideal sin viento en ninguna dirección, la marcha en punto muerto y el tiempo necesario para reducir la velocidad sin frenar se mide en ciertos intervalos, por ejemplo, 100-90 km/h, 90-80 km/h, 80-70 km/h 70–60 km/h, etc. Reducir la velocidad desde una velocidad más alta lleva menos tiempo debido principalmente a la resistencia del aire. Estos parámetros son ajustados luego en la estación de trabajo del dinamómetro, junto con la inercia del vehículo. El vehículo está sujeto y se debe realizar una adaptación del mismo. Durante la adaptación del vehículo, el dinamómetro reduce automáticamente la velocidad desde la velocidad establecida, cambia sus propios "parámetros del banco de pruebas" e intenta obtener la misma desaceleración en intervalos determinados que en una carretera real. Estos parámetros son entonces válidos para este tipo de vehículo. Al cambiar la inercia simulada establecida, es posible simular la capacidad del vehículo para acelerar si está completamente cargado, con el ajuste del gradiente es posible simular la fuerza si el vehículo va cuesta abajo, por ejemplo. Existen dinamómetros de chasis para cámaras climáticas, donde es posible cambiar la temperatura entre -40 y +50 °C, o cámara de altitud donde es posible comprobar el consumo de combustible con diferentes temperaturas o presiones y simular la conducción por carreteras montañosas.